# Малявкін Олександр Хомич
Олександр Хомич Малявкін (нар. 5 січня 1918, Кам'янське, Українська Народна Республіка — пом. 13 вересня 1989, Москва, СРСР) — радянський футболіст, півзахисник або нападник. Заслужений майстер спорту (1948).

## Спортивна кар'єра
Вихованець команди «Металург» (Кам'янське). Виступав за клуби «Сталь» (Дніпрозержинськ), «Динамо» (Москва), «Динамо» (Мінськ) і «Динамо» (Київ).
У складі московського «Динамо» — дворазовий переможець чемпіонатів СРСР. Учасник міжнародних товариських матчів з югославським «Партизаном» (Белград), болгарським «Локомотивом» (Софія), угорським «Вашашем» (Будапешт) і турне по країнам Скандинавії у жовтні-листопаді 1947 року.
Всього провів 164 лігових матча, у тому числі в першій групі — 136 матчів, 29 забитих м'ячів. У кубку — 15 матчів, 3 голи. Входив до списку «33 кращих футболістів сезону» (№ 2 — 1948).

## Досягнення
- Чемпіон СРСР (2): 1945, 1949
- Віце-чемпіон СРСР (3): 1946, 1947, 1948